# LFLS Kaunas
LFLS Kaunas (Lietuvos fizinio lavinimosi sąjunga) var en litauisk idrottklubb i Kaunas.

## Historia
Klubben grundades år 1920 under namnet Lietuvos fizinio lavinimosi sąjunga, då med verksamhet endast i fotboll. 

## Meriter
- Klubben var litauiska mästare: 1922, 1923, 1927, 1932, 1942[1]